# Diogo Cão
 (décembre 2020).
Si vous disposez d'ouvrages ou d'articles de référence ou si vous connaissez des sites web de qualité traitant du thème abordé ici, merci de compléter l'article en donnant les références utiles à sa vérifiabilité et en les liant à la section « Notes et références ».
Pour les articles homonymes, voir Cao.
Diogo Cão, ou Diégo Caô (également francisé en Diego Cam ou Jacques Cam), est un explorateur portugais, né vers 1450 et mort après 1486. Il a exploré la côte de l'Afrique au XVe siècle, dans le cadre de l'exploration initiée par Henri le Navigateur vers 1415. 

## Contexte: l'exploration portugaise de la côte africaine
Depuis 1420, à l'initiative de l'infant Henri, installé à Sagres, les marins portugais explorent le littoral de l’Afrique et l'océan Atlantique, où ils découvrent les archipels de Madère et des Açores. 
En Afrique, ils progressent assez lentement le long de la côte, établissant des comptoirs (Arguin, Elmina), notamment pour le commerce de l'or et des esclaves. L'objectif lointain de cette entreprise est de découvrir s'il existe un passage praticable vers l'océan Indien et les « Indes » au sud de l'Afrique.
En 1470, ils découvrent l'île de Sao Tomé, à la latitude de l'Équateur.

## Biographie

### Origines
La tradition fixe sa naissance à Vila Real, où une maison est signalée comme sa maison natale.
C'est le fils d'un soldat[réf. nécessaire].

### Carrière initiale
Il entre dans la marine portugaise à l'âge de 14 ans (vers 1465) et devient capitaine en 1480. 
Il est d'abord chargé d'assurer la sécurité des comptoirs portugais en Afrique. 

### Premier voyage (1482-1483)

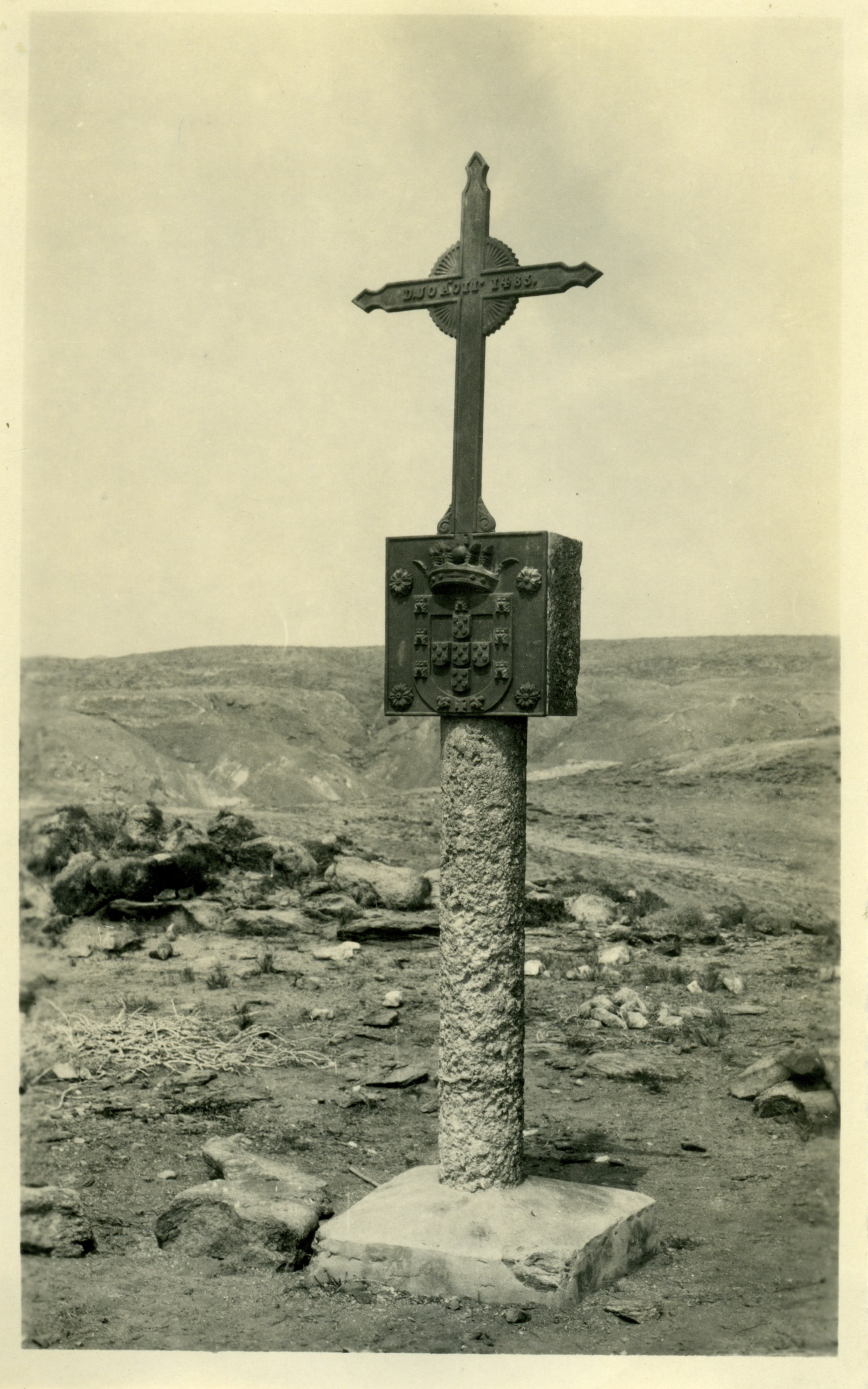
Padrão de Santa Maria (Angola), de Diogo Cão.

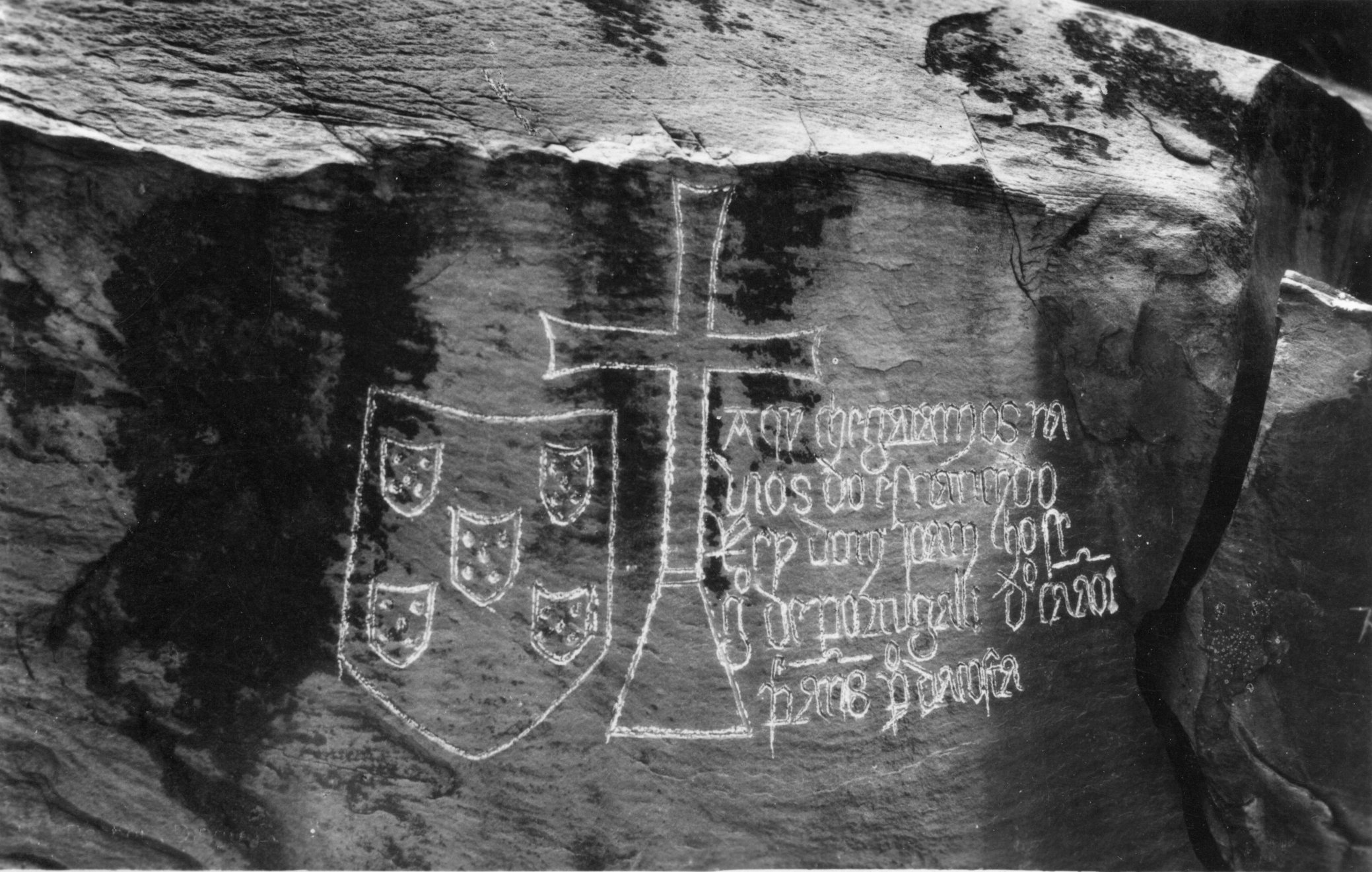
Pierre de Ielala, avec les inscriptions de Diogo Cão.

En 1482, il est chargé par le roi Jean II de poursuivre l'exploration des côtes d'Afrique au-delà de la dernière latitude atteinte. 
Il emporte avec lui pour la première fois des padroes, bornes de pierre avec une croix destinées à marquer les territoires de la Couronne du Portugal. 
Il découvre le Congo en 1483 et place une borne à son embouchure (7° Sud). Il envoie une délégation auprès du Manikongo du royaume de Kongo. Ils évoquent un autre royaume situé à l'intérieur des terres que Cao interprète comme étant l'hypothétique royaume du prêtre Jean.  
Il poursuit le long de la côte jusqu'au cap Sainte-Marie (Cabo de Santa Maria, dans l'actuel Angola, à 13° de latitude Sud), où il place une deuxième borne. 
À son retour l'accompagnent des représentants du royaume de Kongo. Après son retour à Lisbonne, par lettres du 14 avril 1484, il est anobli et le roi lui donne le droit de mettre deux padroes dans ses armoiries. 

### Deuxième voyage (1485-1486)
Durant son deuxième voyage (1485-1486), il descend encore plus au sud, jusqu'à Cape Cross en Namibie (22° Sud). 
Il remonte le fleuve Congo et atteint Mbanza-Kongo afin d'y rencontrer le roi et de restituer les quelques représentants revenus avec lui lors de la première expédition. Il croit qu'il s'agit d'une voie d’accès au royaume du prêtre Jean, alors considéré comme étant situé en Éthiopie. Là, en octobre ou novembre 1485, près des chutes de Ielala (ou Yanlala), il laisse une inscription gravée sur la pierre qui témoigne de son passage :  « Aqui chegaram os navios do esclarecido rei D. João II de Portugal – Diogo Cão, Pero Anes, Pero da Costa » (« Ici sont parvenus les navires du roi très éclairé Jean II de Portugal - Diogo Cão, Pero Anes, Pero da Costa »).

### Après la deuxième expédition: le silence des sources

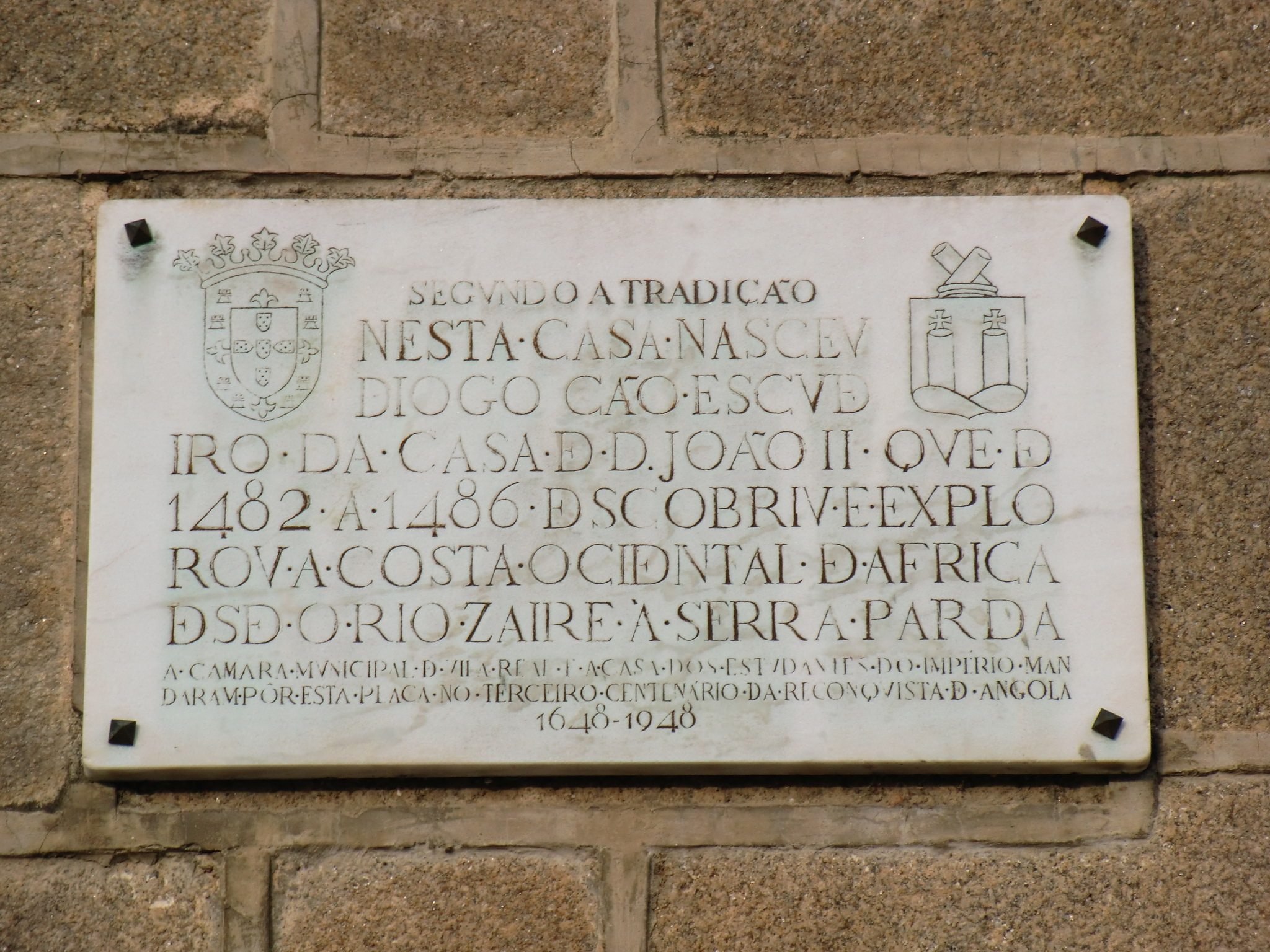
Plaque commémorative.

La documentation ne parle plus de lui après cette deuxième expédition, ce qui signifie soit qu'il est mort peu après, soit qu'il est tombé en disgrâce.